# Hypogrammodes
Hypogrammodes é um gênero de traça pertencente à família Arctiidae.